# Weislingen
Weislingen (prononcé [vaisliŋ(ɡ)ən]  ; Wislínge en francique rhénan) est une commune française située dans la circonscription administrative du Bas-Rhin et, depuis le 1er janvier 2021, dans le territoire de la Collectivité européenne d'Alsace, en région Grand Est.
Cette commune se trouve dans la région historique et culturelle d'Alsace ; elle fait également partie du parc naturel régional des Vosges du Nord.

## Géographie

### Localisation
La commune est située dans la région naturelle de l'Alsace Bossue.

### Géologie et relief
La commune se compose de 40,53 hectares de territoires artificialisés (5,73 %), 484,85 hectares de territoires agricoles (68,58 %) et 181,78 hectares de forêts et milieux semi-naturels (25,71 %).
Espaces naturels :
- Trois espaces protégés hors Natura 2000 Vosges du Nord :

Réserve de Biosphère, zone tampon,
Réserve de Biosphère, zone de transition,
Parc naturel régional.
- Une zone naturelle d'intérêt écologique, faunistique et floristique (Znieff) :

Paysage agricole et forestier diversifié d'Alsace Bossue.

### Sismicité
Commune située dans une zone 2 de sismicité faible.

### Communes limitrophes
| Waldhambach | Volksberg   |          |
|             | Weislingen  | Puberg   |
|             | Tieffenbach | Frohmuhl |

### Hydrographie et les eaux souterraines
Hydrogéologie et climatologie : Système d’information pour la gestion des eaux souterraines du bassin Rhin-Meuse :
Territoire communal : Occupation du sol (Corinne Land Cover); Cours d'eau (BD Carthage),
Géologie : Carte géologique; Coupes géologiques et techniques,
 Hydrogéologie : Masses d'eau souterraine; BD Lisa; Cartes piézométriques.
La commune est dans le bassin versant du Rhin au sein du bassin Rhin-Meuse. Elle est drainée par le ruisseau l'Eichel, le ruisseau Langmattgraben et le ruisseau le Vierackergraben,,.
L'Eichel, d'une longueur totale de 32,4 km, prend sa source dans la commune de Petersbach et se jette  dans la Sarre à Herbitzheim, après avoir traversé 16 communes. 

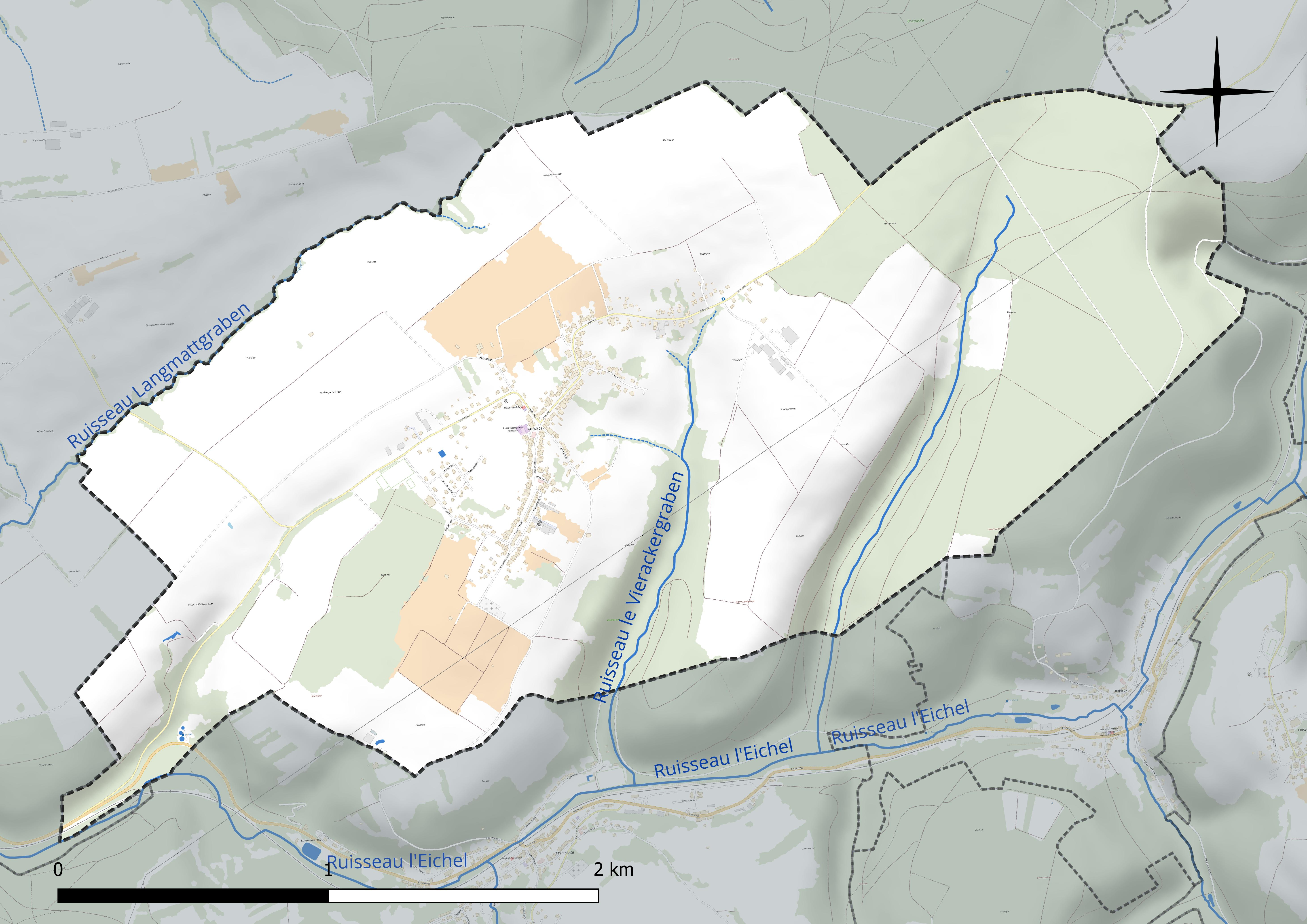
Réseau hydrographique de Weislingen.

### Climat il fait froid defois et defois il fais chaud
Pour des articles plus généraux, voir Climat du Grand Est et Climat du Bas-Rhin.
En 2010, le climat de la commune est de type climat des marges montargnardes, selon une étude du Centre national de la recherche scientifique s'appuyant sur une série de données couvrant la période 1971-2000. En 2020, Météo-France publie une typologie des climats de la France métropolitaine dans laquelle la commune est exposée à un climat semi-continental et est dans la région climatique  Vosges, caractérisée par une pluviométrie très élevée (1 500 à 2 000 mm/an) en toutes saisons et un hiver rude (moins de 1 °C). 
Pour la période 1971-2000, la température annuelle moyenne est de 9,8 °C, avec une amplitude thermique annuelle de 17,1 °C. Le cumul annuel moyen de précipitations est de 943 mm, avec 12,4 jours de précipitations en janvier et 10,2 jours en juillet. Pour la période 1991-2020, la température moyenne annuelle observée sur la station météorologique de Météo-France la plus proche, « Berg », sur la commune de Berg à 7 km à vol d'oiseau, est de 10,4 °C et le cumul annuel moyen de précipitations est de 801,8 mm. 
La température maximale relevée sur cette station est de 37,4 °C, atteinte le 25 juillet 2019 ; la température minimale est de −16,8 °C, atteinte le 7 février 2012,,. 
Les paramètres climatiques de la commune ont été estimés pour le milieu du siècle (2041-2070) selon différents scénarios d'émission de gaz à effet de serre à partir des nouvelles projections climatiques de référence DRIAS-2020. Ils sont consultables sur un site dédié publié par Météo-France en novembre 2022.

## Urbanisme

### Typologie
Au 1er janvier 2024, Weislingen est catégorisée commune rurale à habitat dispersé, selon la nouvelle grille communale de densité à sept niveaux définie par l'Insee en 2022.
Elle est située hors unité urbaine et hors attraction des villes,.

### Occupation des sols
L'occupation des sols de la commune, telle qu'elle ressort de la base de données européenne d’occupation biophysique des sols Corine Land Cover (CLC), est marquée par l'importance des territoires agricoles (81,4 % en 2018), en augmentation par rapport à 1990 (61,5 %). La répartition détaillée en 2018 est la suivante : 
terres arables (50,1 %), prairies (19,1 %), forêts (12 %), cultures permanentes (9,4 %), zones urbanisées (6,6 %), zones agricoles hétérogènes (2,7 %). L'évolution de l’occupation des sols de la commune et de ses infrastructures peut être observée sur les différentes représentations cartographiques du territoire : la carte de Cassini (XVIIIe siècle), la carte d'état-major (1820-1866) et les cartes ou photos aériennes de l'IGN pour la période actuelle (1950 à aujourd'hui).

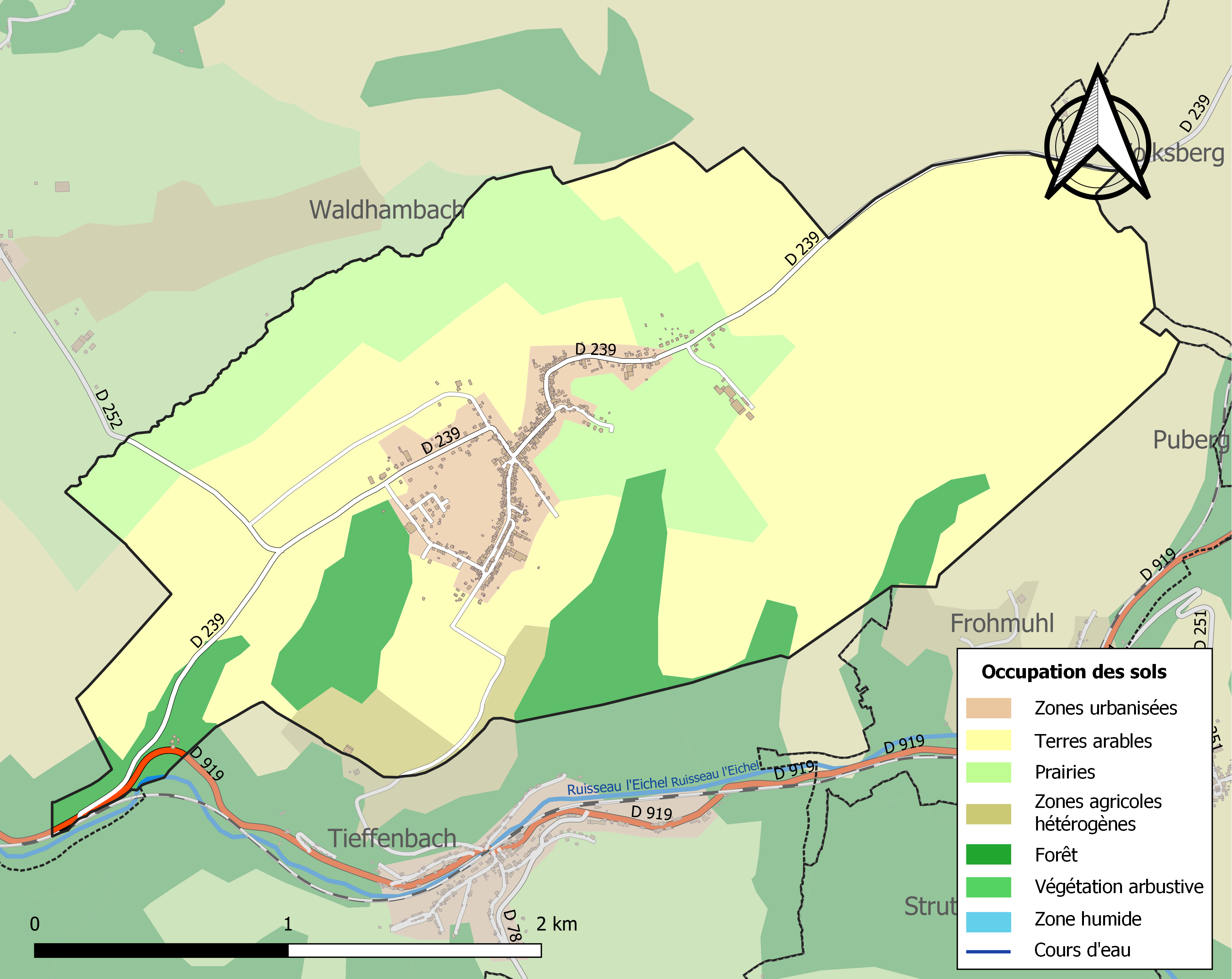
Carte des infrastructures et de l'occupation des sols de la commune en 2018 (CLC).

### Voies de communications et transports

#### Voies routières
- Autoroute A4, aussi appelée autoroute de l’Est : Échangeurs Sarre-Union, Phalsbourg, Saverne.

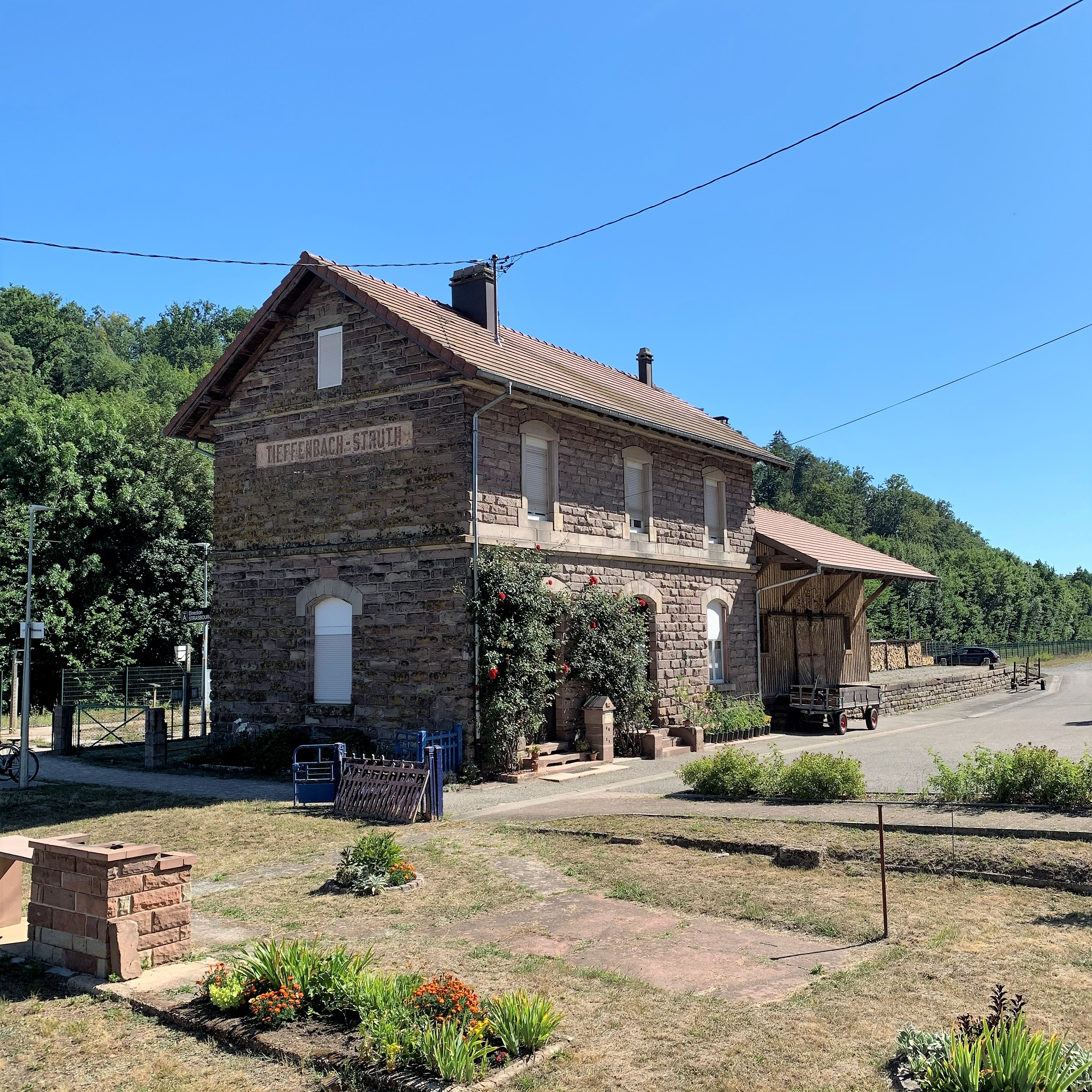
Gare de Tieffenbach - Struth.

#### Transports en commun
- Fluo Grand Est.
- Transports en Alsace.

#### Lignes SNCF
- Gare de Tieffenbach - Struth
- Gare de Wingen-sur-Moder
- Gare de Diemeringen
- Gare d'Ingwiller
- Gare de Voellerdingen

## Politique et administration

### Liste des maires
| Période                                  | Période  | Identité         | Étiquette | Qualité               |
| ---------------------------------------- | -------- | ---------------- | --------- | --------------------- |
| Les données manquantes sont à compléter. |          |                  |           |                       |
| 2001                                     | 2014     | Roger Anthony    | DVD       |                       |
| 2014                                     | 2020     | Alain Zimmermann |           |                       |
| mai 2020                                 | 2020     | Raymond Wasbauer |           |                       |
| novembre 2020                            | En cours | Marc Burger      |           | Policier et militaire |

### Intercommunalité
Commune membre de la Communauté de communes de l'Alsace Bossue.

### Budget et fiscalité 2023
En 2023, le budget de la commune était constitué ainsi :
- total des produits de fonctionnement : 461 000 €, soit 828 € par habitant ;
- total des charges de fonctionnement : 294 000 €, soit 528 € par habitant ;
- total des ressources d'investissement : 128 000 €, soit 230 € par habitant ;
- total des emplois d'investissement : 176 000 €, soit 317 € par habitant ;
- endettement : 222 000 €, soit 398 € par habitant.

Avec les taux de fiscalité suivants :
- taxe d'habitation : 18,90 % ;
- taxe foncière sur les propriétés bâties : 25,70 % ;
- taxe foncière sur les propriétés non bâties : 59,90 % ;
- taxe additionnelle à la taxe foncière sur les propriétés non bâties : 45,11 % ;
- cotisation foncière des entreprises : 17,69 %.

Chiffres clés Revenus et pauvreté des ménages en 2021 : médiane en 2021 du revenu disponible, par unité de consommation : 22 720 €.

## Population et société

### Démographie

#### Évolution démographique
L'évolution du nombre d'habitants est connue à travers les recensements de la population effectués dans la commune depuis 1793. Pour les communes de moins de 10 000 habitants, une enquête de recensement portant sur toute la population est réalisée tous les cinq ans, les populations de référence des années intermédiaires étant quant à elles estimées par interpolation ou extrapolation. Pour la commune, le premier recensement exhaustif entrant dans le cadre du nouveau dispositif a été réalisé en 2004.

En 2022, la commune comptait 545 habitants, en évolution de +3,02 % par rapport à 2016 (Bas-Rhin : +3,17 %, France hors Mayotte : +2,11 %).
| 1793 | 1800 | 1806 | 1821 | 1831 | 1836 | 1841 | 1846 | 1851 |
| ---- | ---- | ---- | ---- | ---- | ---- | ---- | ---- | ---- |
| 501  | 498  | 631  | 823  | 828  | 856  | 831  | 768  | 713  |

| 1856 | 1861 | 1866 | 1871 | 1875 | 1880 | 1885 | 1890 | 1895 |
| ---- | ---- | ---- | ---- | ---- | ---- | ---- | ---- | ---- |
| 694  | 714  | 734  | 714  | 735  | 689  | 662  | 621  | 677  |

| 1900 | 1905 | 1910 | 1921 | 1926 | 1931 | 1936 | 1946 | 1954 |
| ---- | ---- | ---- | ---- | ---- | ---- | ---- | ---- | ---- |
| 638  | 681  | 729  | 654  | 646  | 683  | 676  | 656  | 586  |

| 1962 | 1968 | 1975 | 1982 | 1990 | 1999 | 2004 | 2006 | 2009 |
| ---- | ---- | ---- | ---- | ---- | ---- | ---- | ---- | ---- |
| 595  | 652  | 633  | 605  | 534  | 582  | 559  | 568  | 563  |

| 2014 | 2019 | 2022 | - | - | - | - | - | - |
| ---- | ---- | ---- | - | - | - | - | - | - |
| 544  | 546  | 545  | - | - | - | - | - | - |

### Enseignement
Établissements d'enseignements :
- École maternelle et primaire.
- Collèges à Diemeringen, Drulingen, Wingen-sur-Moder, Sarre-Union, Lemberg.
- Lycées à Sarre-Union, Phalsbourg, Bouxwiller.

### Santé
Professionnels et établissements de santé :
- Médecins[34].
- Pharmacies[35].
- Hôpitaux[36].

### Cultes
- Culte catholique, Communauté de paroisses des clochers du Kirchberg[37], Diocèse de Strasbourg.
- Culte protestant, Paroisse de Tieffenbach (Hinsbourg, Struth, Weislingen)[38].

### Événements et fêtes
- Le 1er dimanche après le 3 novembre : kirb du village[39].

## Économie

### Entreprises et commerces

#### Agriculture
- Culture et élevage associés.
- Élevage d'autres bovins et de buffles.
- Élevage d'autres animaux.
- Culture de fruits à pépins et à noyau.

#### Tourisme
- Hébergements et restauration à Hinsbourg, Petersbach, Soucht, Domfessel.

#### Commerces
- Commerces et services de proximité.

## Culture locale et patrimoine

### Lieux et monuments

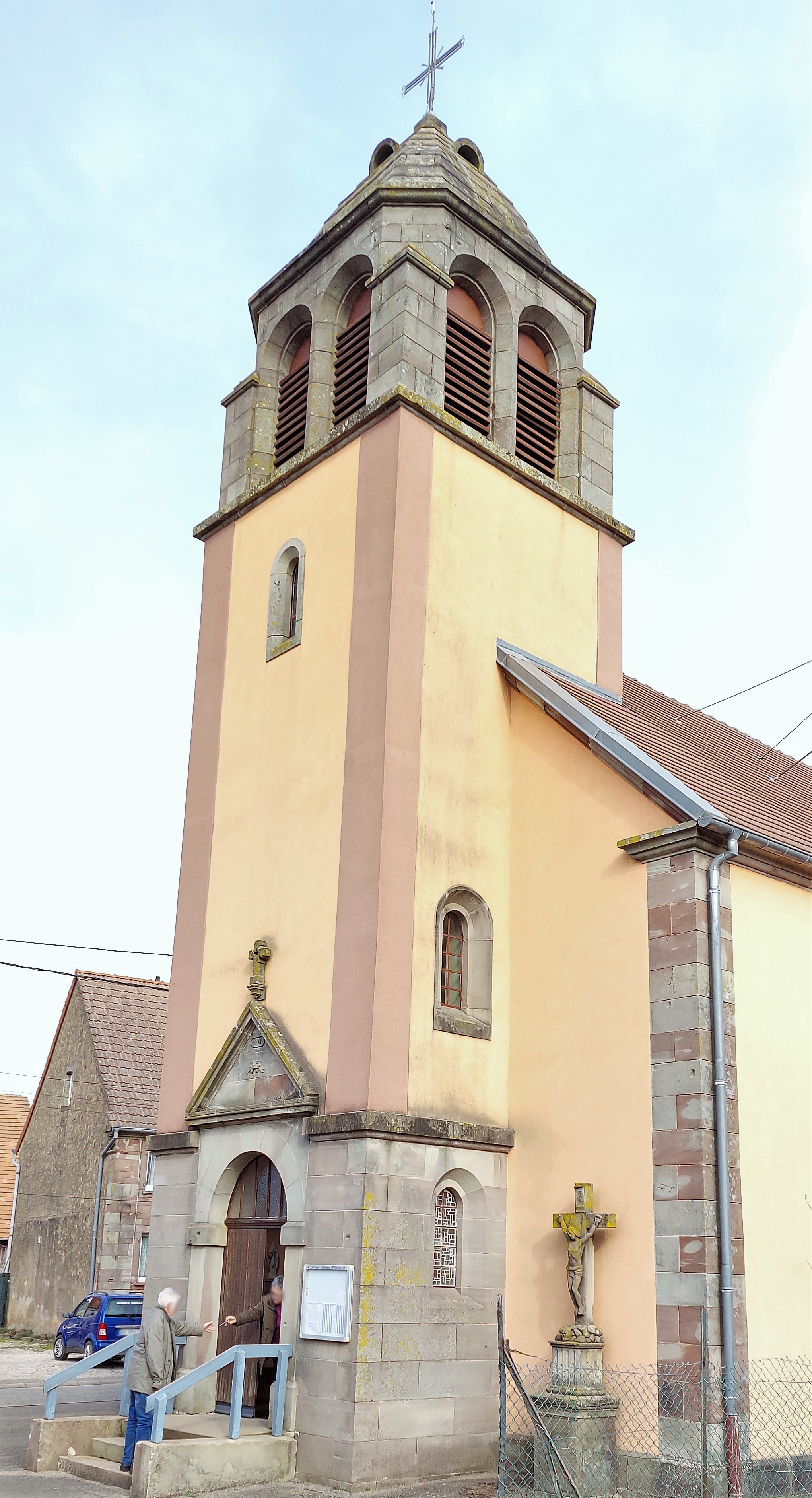
Église catholique Saint-Florent.
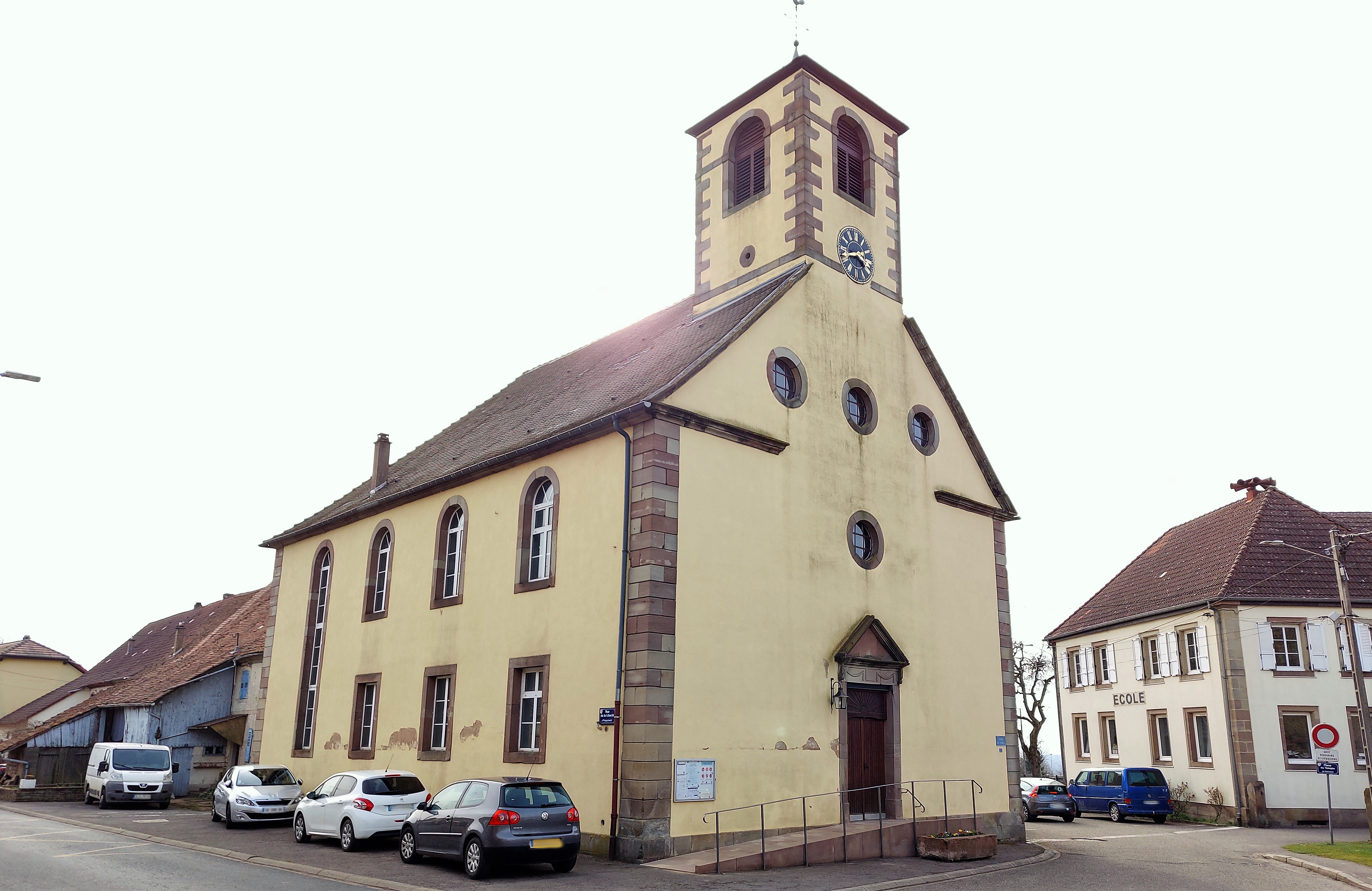
Église protestante.
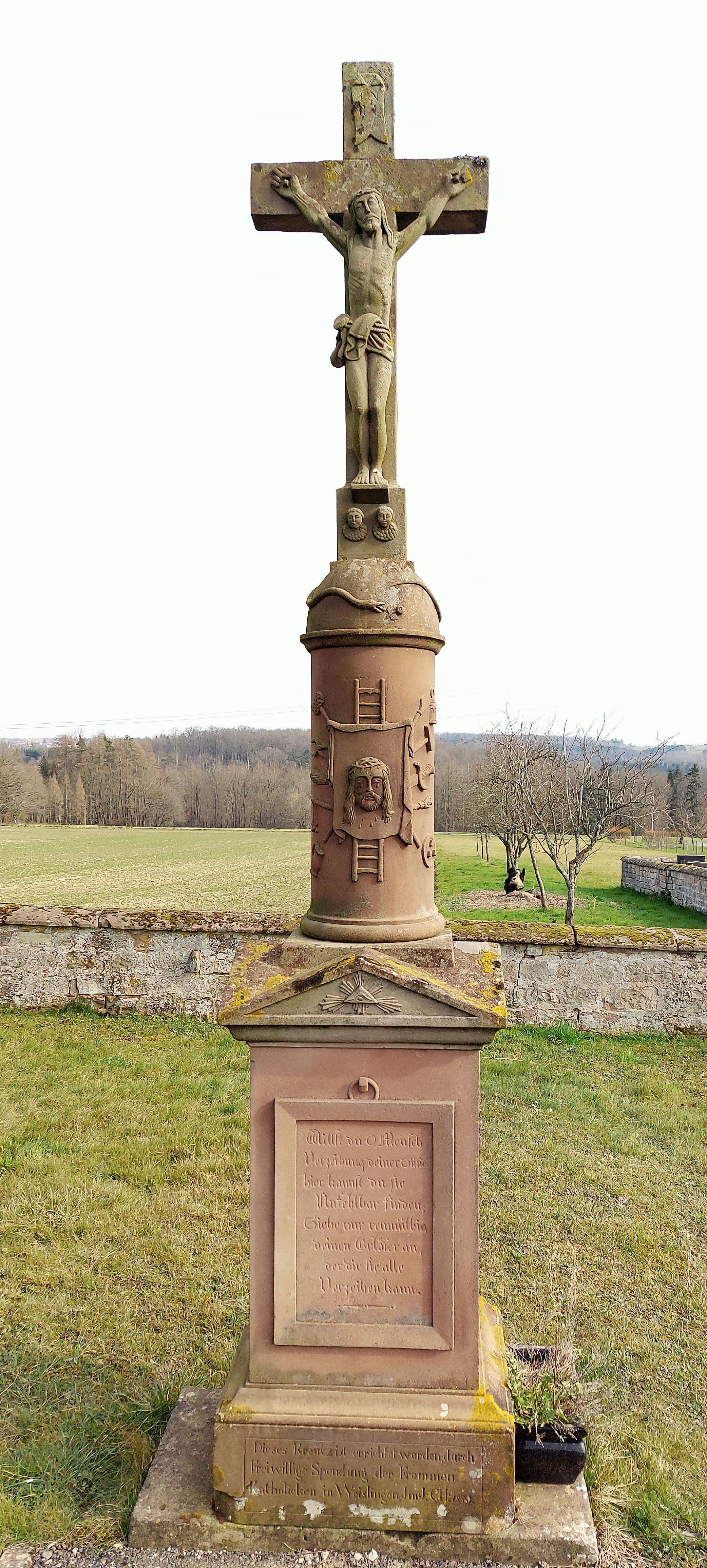
Croix de cimetière.
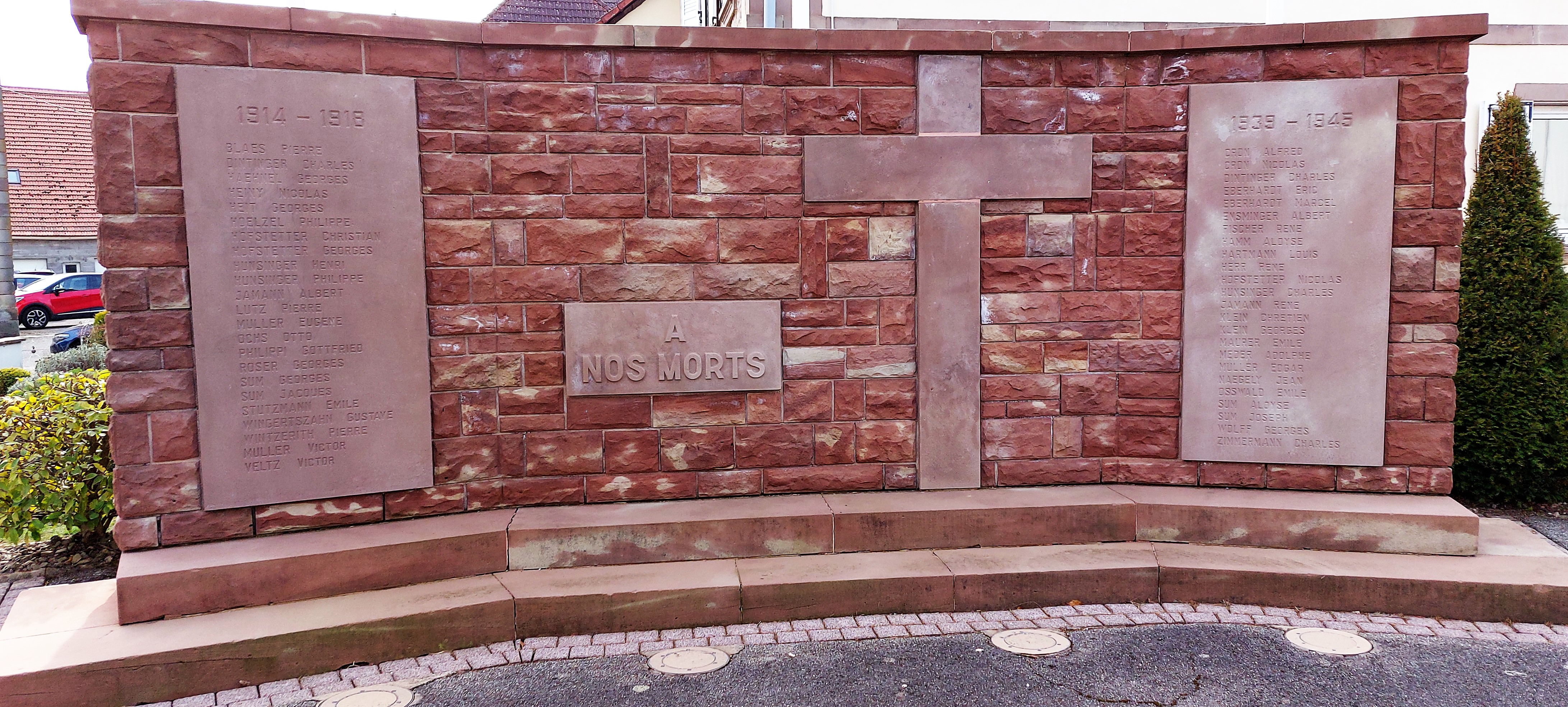
Monument aux morts.

- Église catholique Saint-Florent construite en 1861[40].

Le mobilier de l'église paroissiale Saint-Florent.
* Croix monumentale : Christ en croix.
* Tableau Saint Florent. Toile réalisée par le peintre savernois Ignace Schott, originaire de Dabo,.
* Statue Vierge à l'Enfant.
* Ostensoir.
* Les deux cloches de l'église catholique.
- Église protestante construite en 1842[48],[49].

Le mobilier.
* Aiguière de communion.
* Boîte à hosties protestante.
* Orgue d'Adrian Spamann, 1893,,.
* Horloge (s ?)
- Patrimoine architectural rural recensé par le service régional de l'Inventaire général du patrimoine culturel[57] : Maisons[58] et fermes[59].
- Puits[60].
- Cimetière[61],[62].
- Monument aux morts[63] Conflits commémorés : Guerres 1914-1918 - 1939-1945[64].

### Héraldique
| Blason de Weislingen | Blason  | Parti : au premier coupé au I de gueules au chevron d'argent et au II d'or plain, au second d'argent au rameau de tilleul fruité de sinople. |
| Blason de Weislingen | Détails | |